# Polaciones
Polaciones is een gemeente in de Spaanse provincie en regio Cantabrië met een oppervlakte van 89,77 km². Polaciones telt 237 inwoners (1 januari 2016).

## Demografische ontwikkeling
Bron: INE, 1857-2011: volkstellingen